# 大良美波子
大良 美波子（だいら みわこ）は、日本の脚本家、推理作家。日本シナリオ作家協会会員。東京都出身。青山学院大学文学部卒業。シナリオ・センター東京校出身。
代表作に『着信アリ』シリーズの脚本がある。

## 経歴
- 東京都生まれ。青山学院大学文学部卒業後、7年間のOL経験を経て脚本家になる。
- 1998年、テレビドラマ『美少女H』の脚本でデビュー。
- 2010年、美輪 宙（みわ そら）名義で第9回『このミステリーがすごい!』大賞に『ハナカマキリの変容』で応募するも最終選考で落選[1]。しかしこの作品はのちに『ハナカマキリの祈り』として著者の2作目として出版となった。
- 2010年、美輪 和音（みわ かずね）名義の短編推理小説「強欲な羊」が第7回ミステリーズ!新人賞を受賞[2]。同作は、ミステリーズ!に掲載。

## 作品

### 脚本
映画
- 2004年：「着信アリ」（角川映画）
- 2005年：「着信アリ2」（角川映画）
- 2006年：「着信アリFinal」（角川映画）
- 2008年：「ワン・ミス・コール」（角川映画） - オリジナル脚本

テレビドラマ
- 1998年：「美少女H」（フジテレビ）
- 1999年：「国産ひな娘」（テレビ東京）
- 2000年：「悪いオンナ「シャッフル」」（TBS）
- 2001年：「フードファイトスペシャル」（日本テレビ）
- 2001年：「歓迎!ダンジキ御一行様」（日本テレビ）
- 2003年：「新・夜逃げ屋本舗」（日本テレビ）
- 2003年：「笑顔の法則」（TBS）
- 2004年：火曜サスペンス劇場「京都金沢殺人事件シリーズ6 京都金沢花咲爺殺人事件」（日本テレビ）

### 小説
- 『強欲な羊』（2012年11月 東京創元社 / 2015年7月 創元推理文庫）
  - 「強欲な羊」（『ミステリーズ!』Vol.43、2010年10月号、東京創元社）：第7回ミステリーズ!新人賞 受賞作
  - 「背徳の羊」（『ミステリーズ!』Vol.52、2012年4月号、東京創元社）
  - 「眠れぬ夜の羊」（書き下ろし）
  - 「ストックホルムの羊」（書き下ろし）
  - 「生贄の羊」（書き下ろし）
- 『ハナカマキリの祈り』（2013年10月 東京創元社、2017年8月 創元推理文庫『捕食』へ改題）
- 『8番目のマリア』（2014年5月 角川ホラー文庫）
- 『ゴーストフォビア』（2016年11月 創元推理文庫）
- 『ウェンディのあやまち』（2018年4月 光文社、2021年2月 光文社文庫）
- 『暗黒の羊』（2020年5月 創元推理文庫）